# (2032) Ethel
(2032) Ethel (1970 OH; 1952 DU; 1960 WM; 1965 UG1; 1971 UD3) ist ein Asteroid des Hauptgürtels, der sowjetischen Astronomin Tamara Michailowna Smirnowa (1935–2001) am 30. Juli 1970 am Krim-Observatorium in Nautschnyj entdeckt wurde.

## Benennung
Der Asteroid wurde nach Ethel Lilian Voynich (1864–1960), einer Schriftstellerin aus dem Vereinigten Königreich, benannt.